# Luca Donini Quartet
Il Luca Donini Quartet è un quartetto jazz nato nel 1999 e formato dal leader Luca Donini al sassofono, David Cremoni alla chitarra, Mario Marcassa al contrabasso e Sbibu alla batteria.

## Formazione

### Formazione attuale
- Luca Donini - sassofono
- Andrea Tarozzi - pianoforte
- Andrea Oboe - batteria
- Mario Marcassa - contrabbasso

### Ex componenti
- David Cremoni - chitarra
- Sbibu - batteria
- Emilio Pizzocoli - batteria

## Discografia

### Album in studio
- 1999 - Alaya (Splasc(h) Records)
- 2002 - Angel (Splasc(h) Records)
- 2004 - Meteors (Splasc(h) Records)
- 2005 - Sun  (Splasc(h) Records)
- 2007 - Songs (Csrecord)

### Album dal vivo
- 2003 - Live  (Css)
- 2008 - Live in USA (Csr)